# Donna (cráter)
 utilizado en el Lunar Topophotomap

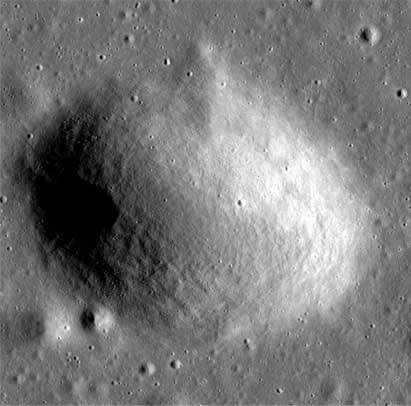
Fotografía de la misión Lunar Reconnaissance Orbiter

Donna es un pequeño cráter situado en la cara visible de la Luna. Se encuentra en la mitad oriental del Mare Tranquillitatis, en la cumbre del domo lunar Cauchy Omega (ω). Como se considera que tales cúpulas son de naturaleza volcánica, parece probable que este cráter fuese creado por una erupción. Este hecho contrasta con la mayoría de los cráteres lunares, que se cree que fueron formados por impactos. Este cráter es tan pequeño que se necesita un telescopio de gran resolución para observarlo.
|  |

Al norte de este cráter aparece una línea de falla en el mar lunar designada Rupes Cauchy debido a su cercanía al cráter Cauchy, que se encuentra más al norte. Al oeste-noroeste de Donna se halla un segundo domo lunar denominado Cauchy Tau (τ), que carece de cráter en la cumbre.
El nombre del cráter fue adoptado por la UAI en 1979, a partir de una denominación original del Lunar Topophotomap.